# Ichneumon exsiccator
Ichneumon exsiccator är en stekelart som beskrevs av Rossi 1790. Ichneumon exsiccator ingår i släktet Ichneumon och familjen brokparasitsteklar. Inga underarter finns listade i Catalogue of Life.